# Joana Enríquez i Fernández de Córdoba

Escut d'armes de Joana Enríquez, reina consort d'Aragó i Navarra

Joana Enríquez i Fernández de Córdoba (Torrelobatón, 1425 - Tarragona, 13 de febrer de 1468) fou reina consort de Navarra (1444-1468) i d'Aragó (1458-1468).

## Orígens familiars
Filla de Fadrique Enríquez, almirall de Castella i opositor polític d'Álvaro de Luna y Jarana, assessor de Joan II de Castella.

## Núpcies i descendents
L'1 d'abril del 1444 es casà amb Joan II d'Aragó, rei d'Aragó, Navarra i comte de Barcelona, i fou la segona esposa d'aquest. D'aquesta unió en nasqueren:
- la infanta Elionor d'Aragó (v 1447-?), morta molt jove.
- l'infant Ferran el Catòlic (1452-1516), comte de Barcelona i rei d'Aragó.
- la infanta Joana d'Aragó (1454-1517), casada el 1476 amb el seu cosí Ferran I de Nàpols.
- la infanta Maria d'Aragó (1455-?), morta molt jove.

## Lloctinències generals
Joana Enríquez va exercir de lloctinenta general del Regne de Navarra juntament amb el seu fillastre Carles de Viana, fill del primer matrimoni de Joan II amb Blanca I de Navarra, i pel qual sentia una gran animadversió pel seu possible matrimoni amb la germana d'Enric IV de Castella, enemic de la seva família. El 1461, fou nomenada lloctinenta de Catalunya, però s'enemistà amb els estaments catalans, i en el context de la Guerra civil catalana fou acusada d'haver enverinat Carles de Viana i va haver de fugir amb el seu fill a Girona buscant la protecció dels remences. Allí, patí el setge de la Força Vella, endegat per les tropes de la Generalitat de Catalunya, fins que fou alliberada per les tropes de Joan II i les tropes franceses que havien entrat a Catalunya en ajuda del rei. Va morir el 13 de febrer del 1468 a Tarragona.